# Microcytherura affinis
Microcytherura affinis är en kräftdjursart som beskrevs av Walter Klie 1938. Microcytherura affinis ingår i släktet Microcytherura, och familjen Cytheruridae. Arten är reproducerande i Sverige.